# Iván Trevejo
Iván Trevejo Pérez (* 1. září 1971) je kubánský a později francouzský sportovní šermíř, který se specializuje na šerm kordem. Na mezinárodním poli se objevuje od roku 1993. V roce 1996 získal v jednotlivcích stříbrnou olympijskou medaili. Na mistrovství světa se pravidelně dostával do osmifinále. S kubánským družstvem kordistů získal titul mistra světa v roce 1997 a z olympijských her v roce 2000 přivezl s družstvem bronzovou olympijskou medaili. Po mistrovství světa v roce 2002 se na Kubu nevrátil. Od roku 2010 reprezentuje Francii.